# 윤준병
윤준병(尹準炳, 1961년 3월 3일~)는 대한민국의 공무원, 정치인이다. 제21·22대 국회의원이다.
제26회 행정고시에 합격하고 서울특별시 행정1부시장을 역임하였다. 2019년 4월 30일 공직을 은퇴하고, 2019년 5월 8일 더불어민주당에 입당했다.

## 학력
- 대흥국민학교 졸업
- 호남중학교 졸업
- 전주고등학교 졸업
- 서울대학교 인문대학 독어독문학 학사
- 서울대학교 행정대학원 행정학 석사[A]
- 오리건대학교 대학원 행정학 석사[B]
- 서울시립대학교 대학원 법학 박사[C]

## 경력
- 1982년: 제26회 행정고시 합격
- 1989년: 서울특별시청 근무
- 1996년 1월~1999년 6월: 서울특별시청 주차계획과 과장
- 1999년 7월~2001년 8월: 서울특별시청 대중교통과 과장
- 2001년 9월~2002년 7월: 서울특별시청 교통관리실 교통기획과 과장
- 2002년 8월~2005년 1월: 서울특별시청 상수도사업본부 경영관리부 부장
- 2005년 2월~2006년 6월: 서울특별시청 공무원교육원 교육기획과 과장
- 2006년 7월~2006년 12월: 서울특별시청 산업지원과 과장
- 2007년 1월~2007년 11월: 서울특별시청 교통기획관 직무대리
- 2007년 12월~2008년 12월: 서울특별시청 교통기획관
- 2009년 1월~2009년 12월: 서울특별시청 행정국
- 2010년 1월~2010년 7월: 서울특별시청 가족보건기획관
- 2010년 8월~2011년 12월: 서울특별시 관악구 부구청장
- 2012년 1월~2015년 6월: 서울특별시청 도시교통본부 본부장
- 2015년 7월~2016년 6월: 제10대 서울특별시 은평구 부구청장
- 2016년 6월~2017년 6월: 서울특별시청 도시교통본부 본부장
- 2017년 7월~2017년 10월: 서울특별시청 상수도본부 본부장
- 2017년 11월~2017년 12월: 서울특별시청 기획조정실장 직무대리
- 2018년 1월~2019년 4월: 서울특별시 행정제1부시장
- 2019년 6월~: 더불어민주당 전북특별자치도당 정읍시·고창군 지역위원회 위원장
- 2020년 4월 15일: 대한민국 제21대 국회의원 선거 당선(전북 정읍시·고창군, 더불어민주당, 초선)
- 2021년 5월~2022년 10월: 더불어민주당 정책위원회 상임부의장
- 2023년 5월~2023년 9월: 더불어민주당 원내부대표
- 2024년 4월 10일: 대한민국 제22대 국회의원 선거 당선(전북 정읍시·고창군, 더불어민주당, 재선)
- 2025년 6월~2025년 8월: 국정기획위원회 경제2분과 위원

### 의정 활동
- 2020년 5월 30일~2024년 5월 29일: 제21대 국회의원(전북 정읍시·고창군, 더불어민주당, 초선)
  - 2020년 6월~2022년 5월: 제21대 국회 전반기 환경노동위원회 위원
  - 2020년 6월~2021년 5월: 제21대 국회 전반기 예산결산특별위원회 위원
  - 2020년 8월~2022년 5월: 제21대 국회 전반기 환경노동위원회 청원심사소위원회 위원장
  - 2022년 7월~2024년 5월: 제21대 국회 후반기 농림축산식품해양수산위원회 위원
  - 2023년 2월~2024년 5월: 제21대 국회 인구위기 특별위원회 위원
  - 2023년 5월~2023년 10월: 제21대 국회 후반기 국회운영위원회 위원
- 2024년 5월 30일~: 제22대 국회의원 (전북 정읍시·고창군, 더불어민주당, 재선)
  - 2024년 6월~: 제22대 국회 전반기 농림축산식품해양수산위원회 위원
  - 2024년 6월~2025년 6월: 제22대 국회 전반기 예산결산특별위원회 위원

## 역대 선거 결과
|  | 69.78% |

|  | 86.86% |

## 소속 정당
| 소속 정당 | 소속 정당    | 소속 기간 | 비고      |
| --------- | ------------ | --------- | --------- |
|           | 더불어민주당 | 2019~현재 | 정계 입문 |

## 같이 보기
- 정읍시·고창군
- 정읍시의 국회의원
- 고창군의 국회의원
- 서울특별시 부시장